# سرخیو مارکاریان
سرخیو آپراهام مارکاریان آبراهامیان (اسپانیایی: Sergio Apraham Markarián Abrahamian‎؛ زادهٔ ۱ نوامبر ۱۹۴۴) بازیکن فوتبال ارمنی‌تبار اهل اروگوئه است.

## باشگاهی
از باشگاه‌هایی که در آن بازی کرده‌است می‌توان به باشگاه فوتبال لانوس اشاره کرد.

## افتخارات
وی در مسابقات کشوری و بین‌المللی در مجموع برندهٔ ۱ مدال برنز شده‌است.